# Super Mario Bros. Crossover
Super Mario Bros. Crossover è un videogioco a piattaforme Flash pubblicato il 27 aprile 2010. Basato su Super Mario Bros. per Nintendo Entertainment System, differisce maggiormente per la possibilità di giocare con personaggi non legati alla serie Mario, ma ad altre serie, come The Legend of Zelda, Metroid, Mega Man e Castlevania. La versione attuale è la 3.1.

## Modalità di gioco
La meccanica è la stessa di Super Mario Bros., anche i livelli sono i medesimi. A inizio partita, e ogni volta che si completerà un livello o si perderà una vita, al giocatore verrà richiesto di selezionare uno dei dieci personaggi giocabili.
- Mario (Super Mario Bros.) - mantiene le medesime caratteristiche del gioco originale.
- Link (The Legend of Zelda) - usa una spada e un boomerang per attaccare i nemici; raccogliere power-up aumenta la potenza della spada e la possibilità di attaccare a distanza. Tra i personaggi, è l'unico i cui comandi sono stati drasticamente modificati rispetto alla sua versione originale, in quanto gli viene data la possibilità di saltare (cosa per lui impossibile fino a Zelda II).
- Mega Man (Mega Man) - può sparare ai nemici (anche se solo in linea retta) e aumentare la sua potenza di fuoco raccogliendo power-up, e può scivolare negli spazi stretti. Dalla versione 1.1 il suo salto è stato sensibilmente ridotto, ma gli è stata data la possibilità di chiamare Rush, il suo cane robotico, sul quale può saltare e compiere grandi balzi.
- Samus Aran (Metroid) - ha una pistola con cui sparare ai nemici, ma senza power-up è un'arma a corto raggio. Può anche passare alla "forma sfera" e piazzare bombe. Nella versione 1.1 cominciava senza la sua armatura, e la otteneva raccogliendo power-up, mentre dalla 2.0 ha sempre l'armatura addosso. Dalla versione 1.2 può raccogliere missili, più forti della pistola e a lungo raggio.
- Simon Belmont (Castlevania) - può attaccare con la frusta e con i power-up può lanciare asce. Può compiere salti doppi, abilità che non possedeva nel gioco originale.
- Bill Rizer (Contra) - usa un fucile d'assalto, e può sparare in otto direzioni diverse, anche mentre salta. I suoi power-up aumentano la velocità di fuoco e ne cambiano il tipo.
- Ryu Hayabusa (Shadow Warriors) - la sua arma primaria è una katana (il cui raggio può essere aumentato raccogliendo power-up), ma può anche trovare degli shuriken da lanciare contro i nemici. Può appendersi alle pareti e scalarle, oltre che saltare sui muri.
- Sophia the 3rd (Blaster Master) - aggiunto nella versione 1.2, il famoso carro armato può librarsi in volo per un tempo limitato, aggrapparsi a pareti e soffitti e muoversi su di essi, e sparare missili. Tuttavia munizioni e scorte di ossigeno liquido per volare sono limitate, rendendolo l'unico personaggio ad essere strettamente legato alle munizioni da raccogliere[1].
- Luigi (Super Mario Bros.: The Lost Levels) - introdotto nella versione 2.0, può saltare molto più in alto di Mario, ma è meno veloce e ha meno controllo sulla frenata. Il suo sprite è una ricolorazione di quello di Mario, che lo fornisce di un paio di brettelle verdi.
- Bass (Mega Man 10) - introdotto nella versione 2.0, ha le stesse abilità di Mega Man, ma differenti armi.

A seconda della scelta cambieranno le musiche (medesime al gioco di provenienza del personaggio). Dalla versione 2.0 nessun personaggio, a parte Mario e Luigi, può sconfiggere i nemici saltandoci sopra, mentre nelle versioni precedenti a tutti era data questa possibilità.

## Sviluppo
Il gioco è stato creato da Jay Pavlina e sviluppato insieme a Zach Robinson e Mathew Valente, utilizzando Adobe Flash CS5. La creazione ha richiesto 15 mesi di lavoro. La versione 2.0, distribuita il 9 febbraio 2012, ha aggiunto Luigi e Bass ai personaggi giocabili e una voce nelle opzioni grazie alla quale è possibile cambiare la grafica di gioco basandola su un diverso titolo della serie di Mario: oltre alla già presente grafica di Super Mario Bros., vengono aggiunte quelle di Super Mario World, Super Mario Bros. nella versione All-Stars, Super Mario Bros. 3 e Super Mario Land 2: 6 Golden Coins e Demon Returns (uno dei 15 giochi contenuti in Game Center CX: Arino's Challenge 2).
Il 26 marzo Jay Pavlina annunciò l'introduzione di una modalità multiplayer cooperativa fino a quattro giocatori. Tre giorni dopo fece un sondaggio per chiedere quale gioco, tra Super Mario Bros.: The Lost Levels e Super Mario Bros. Special, sarebbe stato al centro del prossimo update. I risultati hanno favorito The Lost Levels, anche se Pavlina si dimostrò più interessato a Special.

## Altre versioni
Il 2 aprile 2012 è stata distribuita una versione chiamata Super Mario Bros. Crossover Atari. Si differenzia dal normale Crossover per una grafica e un sonoro uguali a quelli dell'Atari 2600 e per l'assenza di Link, Samus, Bill e Ryu tra i personaggi giocabili. Successivamente, le musiche riarrangiate e le grafiche di questa versione alternativa furono incorpate direttamente in Super Mario Bros. Crossover, cessandone di fatto l'esistenza come titolo a sé stante.

## Accoglienza
Il gioco ha riscosso fin dal sua pubblicazione un'enorme popolarità, raggiungendo 12,000 visualizzazioni nelle prime sei ore. Ha anche vinto due premi. La rivista Wired lo ha definito «un sorprendentemente premuroso mashup a 8-bit» e ha elogiato Jay Pavlina per «come questi sei personaggi sembrino strappati via dai loro rispettivi giochi NES, ma posti perfettamente nei livelli di Mario». Game Informer ha apprezzato la cura dei dettagli, sia nei livelli di Super Mario Bros. che nelle musiche e negli effetti sonori provenienti dagli altri giochi.
Il gioco ha ispirato due titoli attualmente in sviluppo: Mario & Sonic at the Mushroom World, ideato e iniziato nel maggio 2011 dalla community di Exploding Rabbit, e Super Retro Squad, ideato da Pavlina stesso e iniziato il 1º ottobre 2012. Per lo sviluppo di quest'ultimo, Pavlina richiese ai suoi fan 10,000$. Le donazioni hanno raggiunto i 53,509$. A differenza di Crossover, Super Retro Squad avrà personaggi e ambientazioni originali.